# Dekanat św. Jana Chrzciciela
Dekanat św. Jana Chrzciciela – jednostka administracyjna Kościoła katolickiego w Kanadzie powołana w 2012 roku. Dekanat podlega Ordynariatowi Personalnemu Katedry Świętego Piotra. Jego dziekanem jest były duchowny anglikański, Lee Kenyon.  
Dekanat jest wspólnotą dla byłych anglikanów w Kanadzie, którzy przystąpili do pełnej wspólnoty z Kościołem katolickim. 